# Saint-Julien-Gaulène
Pour les articles homonymes, voir Saint-Julien et Gaulène.
Saint-Julien-Gaulène, connu sous la Révolution sous le nom de Pradoux, est une commune française située dans le département du Tarn, en région Occitanie. Sur le plan historique et culturel, la commune est dans le Ségala, un territoire s'étendant sur les départements du Tarn et de l'Aveyron, constitué de longs plateaux schisteux, morcelés d'étroites vallées.
Exposée à un climat océanique altéré, elle est drainée par le ruisseau d'Aygou, le ruisseau de Lézert, le ruisseau de Blaunauze et par divers autres petits cours d'eau. La commune possède un patrimoine naturel remarquable composé de quatre zones naturelles d'intérêt écologique, faunistique et floristique.
Saint-Julien-Gaulène est une commune rurale qui compte 226 habitants en 2022, après avoir connu un pic de population de 629 habitants en 1876. Elle fait partie de l'aire d'attraction d'Albi.

## Géographie

### Communes limitrophes
Les communes limitrophes sont Andouque, Saint-Cirgue, Sérénac et Valence-d'Albigeois.
| Andouque |                      | Valence-d'Albigeois |
|          | Saint-Julien-Gaulène |                     |
|          | Sérénac              | Saint-Cirgue        |

### Hydrographie
La commune est dans le bassin de la Garonne, au sein du bassin hydrographique Adour-Garonne. Elle est drainée par le ruisseau d'Aygou, le ruisseau de Lézert, le ruisseau de Blaunauze, le ruisseau de Gaulène, le ruisseau de Juéry, le ruisseau de la Tieyre et par divers petits cours d'eau, qui constituent un réseau hydrographique de 12 km de longueur totale,.
Le ruisseau d'Aygou, d'une longueur totale de 15,8 km, prend sa source dans la commune de Valence-d'Albigeois et s'écoule du nord-est au sud-ouest. Il traverse la commune et se jette dans le Tarn à Ambialet, après avoir traversé 5 communes.

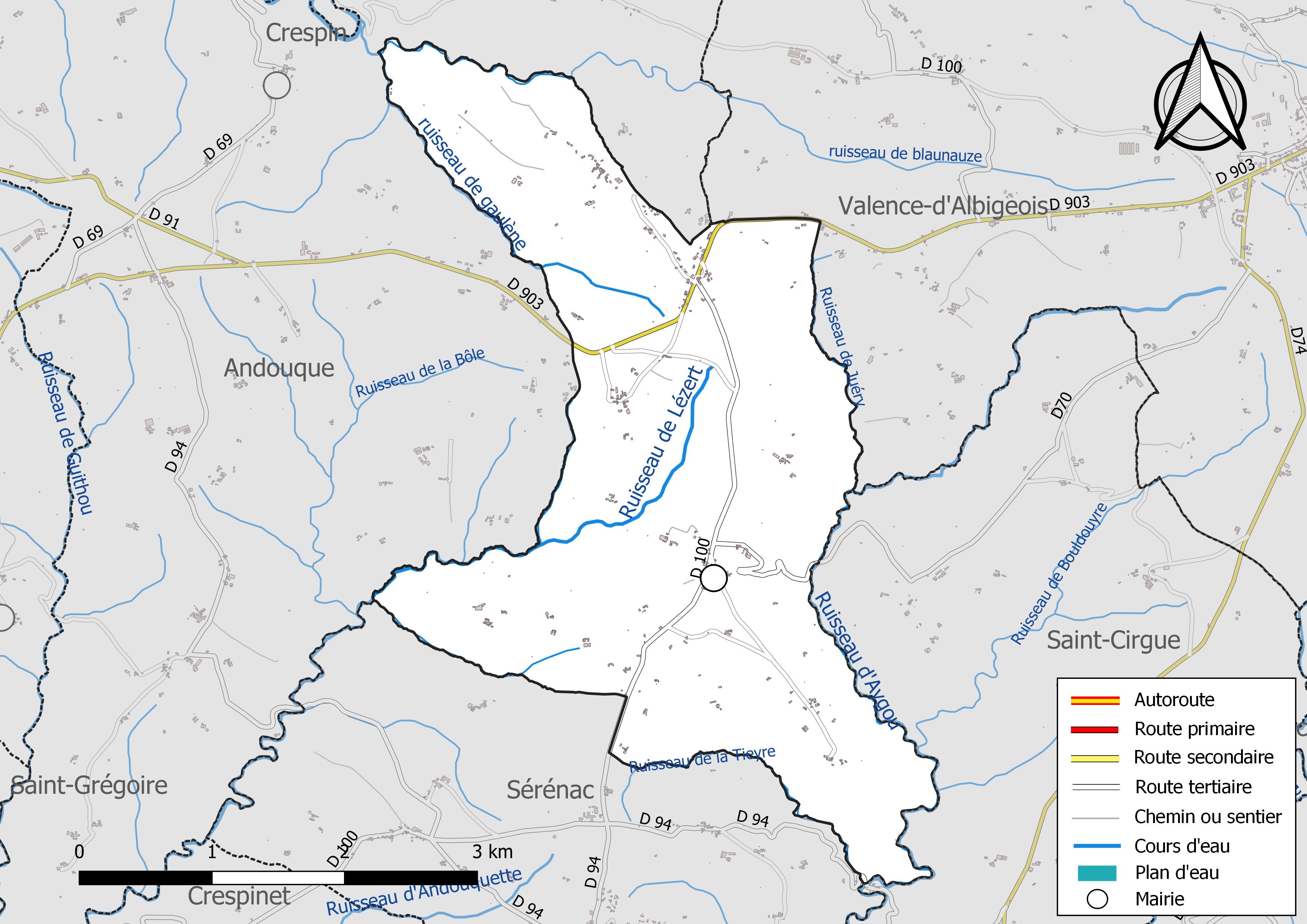
Réseaux hydrographique et routier de Saint-Julien-Gaulène.

Le ruisseau de Lézert, d'une longueur totale de 12,1 km, prend sa source dans la commune et s'écoule du nord-est au sud-ouest. Il traverse la commune et se jette dans un bras du Tarn à Saint-Grégoire, après avoir traversé 5 communes.

### Climat
Pour des articles plus généraux, voir Climat de l'Occitanie et Climat du Tarn.
En 2010, le climat de la commune est de type climat océanique altéré, selon une étude du Centre national de la recherche scientifique s'appuyant sur une série de données couvrant la période 1971-2000. En 2020, Météo-France publie une typologie des climats de la France métropolitaine dans laquelle la commune est toujours exposée à un climat océanique altéré et est dans la région climatique Sud-est du Massif Central, caractérisée par une pluviométrie annuelle de 1 000 à 1 500 mm, minimale en été, maximale en automne.
Pour la période 1971-2000, la température annuelle moyenne est de 11,9 °C, avec une amplitude thermique annuelle de 15,8 °C. Le cumul annuel moyen de précipitations est de 953 mm, avec 10,8 jours de précipitations en janvier et 6,6 jours en juillet. Pour la période 1991-2020, la température moyenne annuelle observée sur la station météorologique de Météo-France la plus proche, « Tanus », sur la commune de Tanus à 13 km à vol d'oiseau, est de 12,1 °C et le cumul annuel moyen de précipitations est de 866,6 mm. 
La température maximale relevée sur cette station est de 38,9 °C, atteinte le 23 août 2023 ; la température minimale est de −12,7 °C, atteinte le 9 février 2012,,.
Les paramètres climatiques de la commune ont été estimés pour le milieu du siècle (2041-2070) selon différents scénarios d'émission de gaz à effet de serre à partir des nouvelles projections climatiques de référence DRIAS-2020. Ils sont consultables sur un site dédié publié par Météo-France en novembre 2022.

### Milieux naturels et biodiversité
L’inventaire des zones naturelles d'intérêt écologique, faunistique et floristique (ZNIEFF) a pour objectif de réaliser une couverture des zones les plus intéressantes sur le plan écologique, essentiellement dans la perspective d’améliorer la connaissance du patrimoine naturel national et de fournir aux différents décideurs un outil d’aide à la prise en compte de l’environnement dans l’aménagement du territoire.
Deux ZNIEFF de type 1 sont recensées sur la commune :
la « haute vallée du Cérou » (1 427 ha), couvrant 7 communes du département, et 
la « vallée du Tarn de puech Mergou à Gaycre » (2 562 ha), couvrant 11 communes du département
et deux ZNIEFF de type 2, : 
- la « haute vallée du Cérou » (3 007 ha), couvrant 13 communes dont deux dans l'Aveyron et 11 dans le Tarn[17] ;
- la « vallée du Tarn, amont » (36 322 ha), couvrant 57 communes dont 31 dans l'Aveyron, une dans la Lozère et 25 dans le Tarn[18].

Carte des ZNIEFF de type 1 et 2 à Saint-Julien-Gaulène.
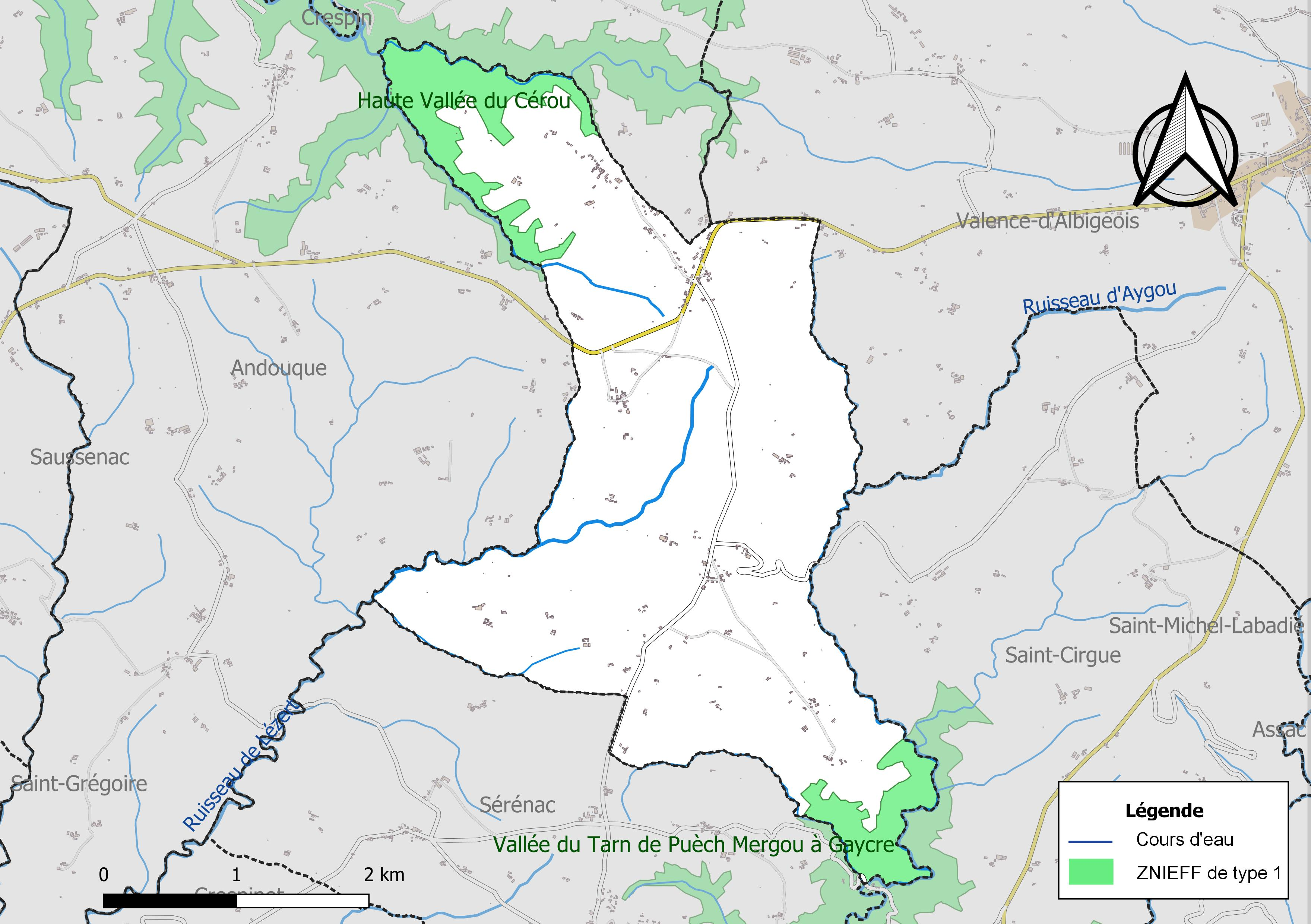
Carte des ZNIEFF de type 1 sur la commune.
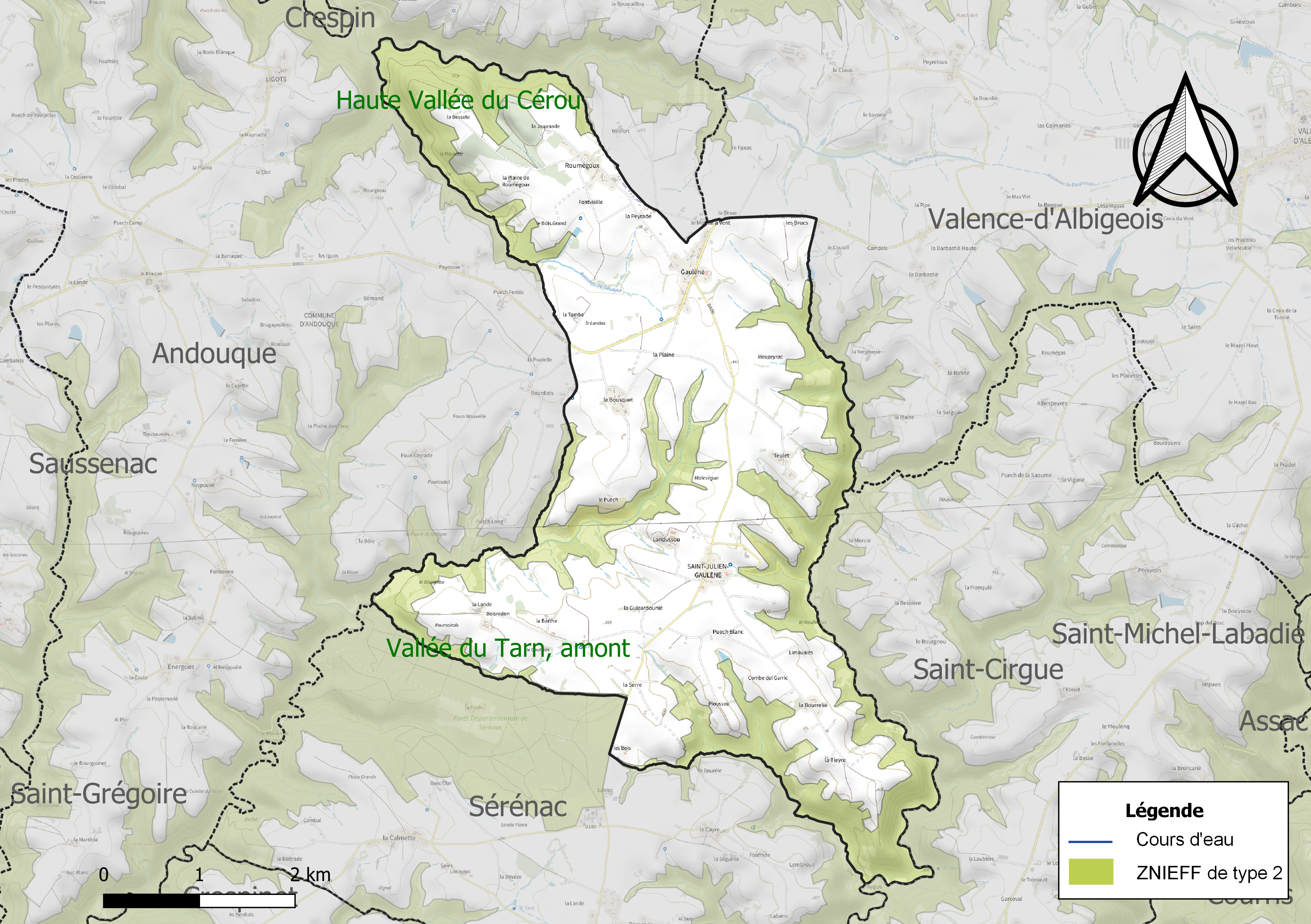
Carte des ZNIEFF de type 2 sur la commune.

## Urbanisme

### Typologie
Au 1er janvier 2024, Saint-Julien-Gaulène est catégorisée commune rurale à habitat très dispersé, selon la nouvelle grille communale de densité à sept niveaux définie par l'Insee en 2022.
Elle est située hors unité urbaine. Par ailleurs la commune fait partie de l'aire d'attraction d'Albi, dont elle est une commune de la couronne,. Cette aire, qui regroupe 91 communes, est catégorisée dans les aires de 50 000 à moins de 200 000 habitants,.

### Occupation des sols
L'occupation des sols de la commune, telle qu'elle ressort de la base de données européenne d’occupation biophysique des sols Corine Land Cover (CLC), est marquée par l'importance des territoires agricoles (79,3 % en 2018), une proportion sensiblement équivalente à celle de 1990 (79,5 %). La répartition détaillée en 2018 est la suivante : 
zones agricoles hétérogènes (79,3 %), forêts (20,7 %). L'évolution de l’occupation des sols de la commune et de ses infrastructures peut être observée sur les différentes représentations cartographiques du territoire : la carte de Cassini (XVIIIe siècle), la carte d'état-major (1820-1866) et les cartes ou photos aériennes de l'IGN pour la période actuelle (1950 à aujourd'hui).

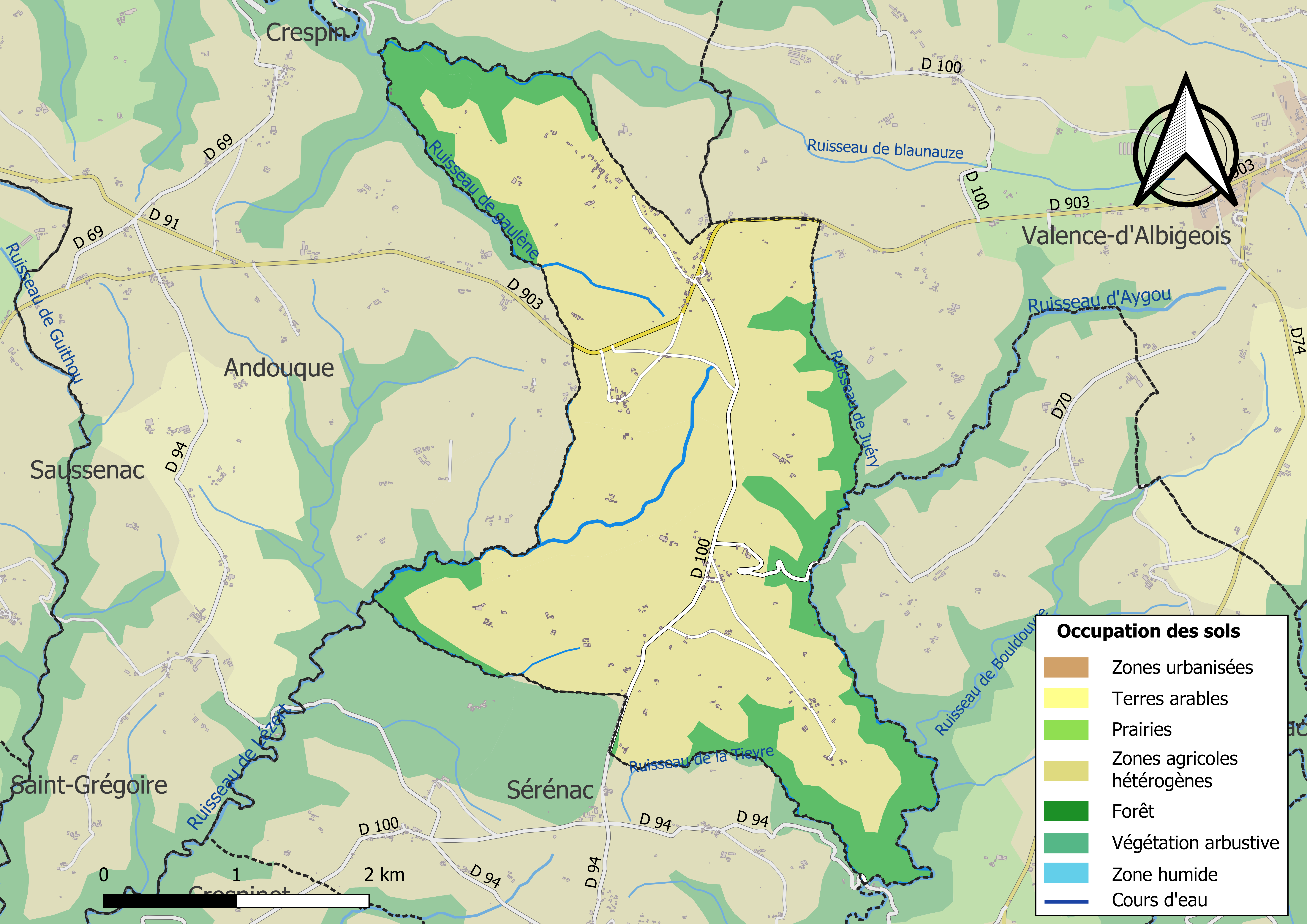
Carte des infrastructures et de l'occupation des sols de la commune en 2018 (CLC).

### Risques majeurs
Le territoire de la commune de Saint-Julien-Gaulène est vulnérable à différents aléas naturels : météorologiques (tempête, orage, neige, grand froid, canicule ou sécheresse), inondations, mouvements de terrains et séisme (sismicité très faible). Il est également exposé à deux risques technologiques, le transport de matières dangereuses et la rupture d'un barrage, et à un risque particulier : le risque de radon. Un site publié par le BRGM permet d'évaluer simplement et rapidement les risques d'un bien localisé soit par son adresse soit par le numéro de sa parcelle.

#### Risques naturels
Certaines parties du territoire communal sont susceptibles d’être affectées par le risque d’inondation par débordement de cours d'eau, notamment le ruisseau d'Aygou et le ruisseau de Lézert. La cartographie des zones inondables en ex-Midi-Pyrénées réalisée dans le cadre du XIe Contrat de plan État-région, visant à informer les citoyens et les décideurs sur le risque d’inondation, est accessible sur le site de la DREAL Occitanie. La commune a été reconnue en état de catastrophe naturelle au titre des dommages causés par les inondations et coulées de boue survenues en 1982 et 1994,.
Saint-Julien-Gaulène est exposée au risque de feu de forêt. En 2022, il n'existe pas de Plan de Prévention des Risques incendie de forêt (PPRif). Le débroussaillement aux abords des maisons constitue l’une des meilleures protections pour les particuliers contre le feu,.

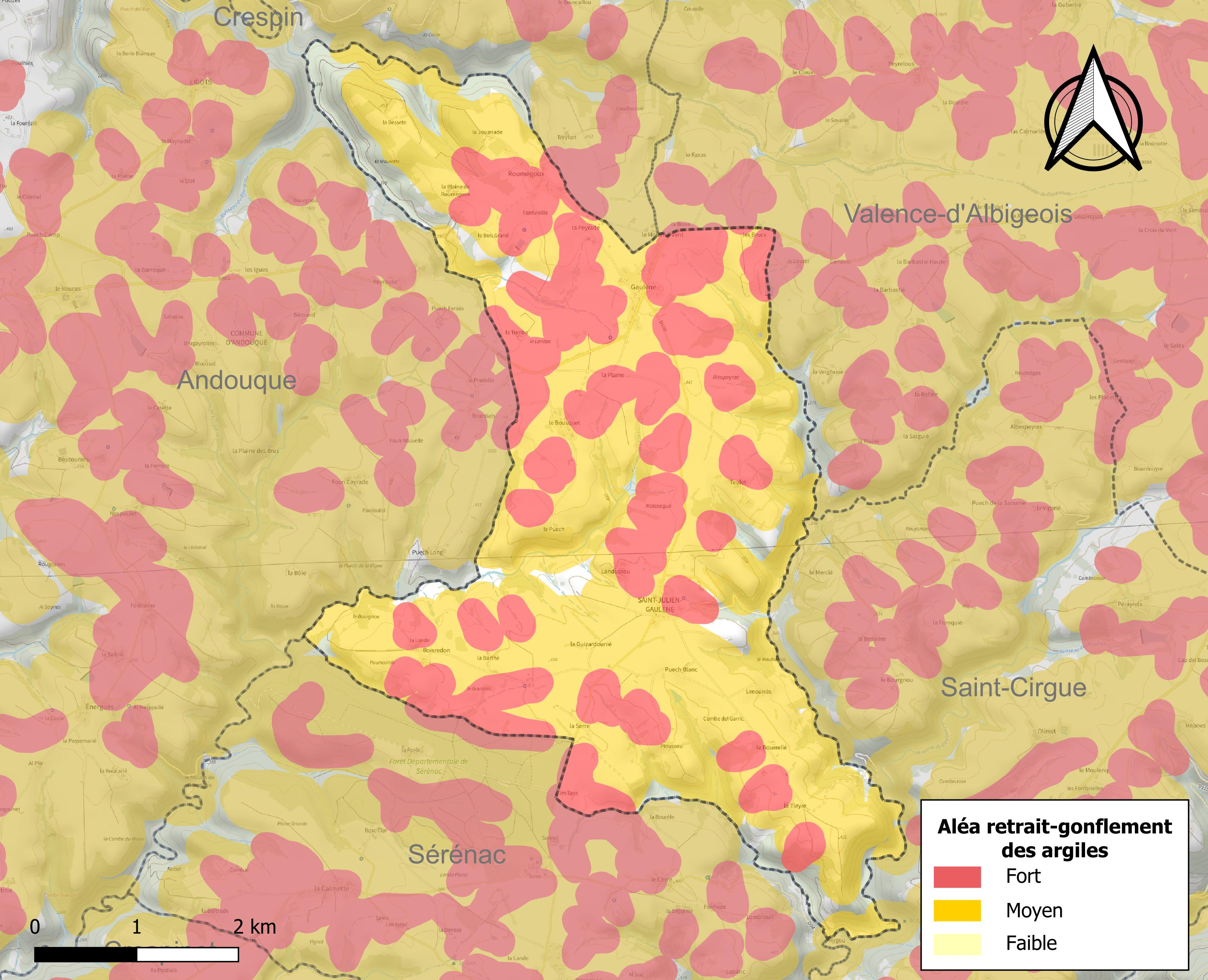
Carte des zones d'aléa retrait-gonflement des sols argileux de Saint-Julien-Gaulène.

La commune est vulnérable au risque de mouvements de terrains constitué principalement du retrait-gonflement des sols argileux. Cet aléa est susceptible d'engendrer des dommages importants aux bâtiments en cas d’alternance de périodes de sécheresse et de pluie. 91,5 % de la superficie communale est en aléa moyen ou fort (76,3 % au niveau départemental et 48,5 % au niveau national). Sur les 120 bâtiments dénombrés sur la commune en 2019, 119 sont en aléa moyen ou fort, soit 99 %, à comparer aux 90 % au niveau départemental et 54 % au niveau national. Une cartographie de l'exposition du territoire national au retrait gonflement des sols argileux est disponible sur le site du BRGM,.
Par ailleurs, afin de mieux appréhender le risque d’affaissement de terrain, l'inventaire national des cavités souterraines permet de localiser celles situées sur la commune.

#### Risques technologiques
Le risque de transport de matières dangereuses sur la commune est lié à sa traversée par des infrastructures routières ou ferroviaires importantes ou la présence d'une canalisation de transport d'hydrocarbures. Un accident se produisant sur de telles infrastructures est susceptible d’avoir des effets graves sur les biens, les personnes ou l'environnement, selon la nature du matériau transporté. Des dispositions d’urbanisme peuvent être préconisées en conséquence.
La commune est en outre située en aval d'un barrage de classe A. À ce titre elle est susceptible d’être touchée par l’onde de submersion consécutive à la rupture de cet ouvrage.

#### Risque particulier
Dans plusieurs parties du territoire national, le radon, accumulé dans certains logements ou autres locaux, peut constituer une source significative d’exposition de la population aux rayonnements ionisants. Certaines communes du département sont concernées par le risque radon à un niveau plus ou moins élevé. Selon la classification de 2018, la commune de Saint-Julien-Gaulène est classée en zone 3, à savoir zone à potentiel radon significatif.

## Politique et administration
| Période                                  | Période  | Identité          | Étiquette | Qualité |
| ---------------------------------------- | -------- | ----------------- | --------- | ------- |
| avant 1988                               | ?        | Noé Roques        |           |         |
| mars 2001                                | mai 2020 | Jean-Louis Balssa |           |         |
| mai 2020                                 | En cours | Ghislaine Gomez   |           |         |
| Les données manquantes sont à compléter. |          |                   |           |         |

## Démographie
L'évolution du nombre d'habitants est connue à travers les recensements de la population effectués dans la commune depuis 1793. Pour les communes de moins de 10 000 habitants, une enquête de recensement portant sur toute la population est réalisée tous les cinq ans, les populations de référence des années intermédiaires étant quant à elles estimées par interpolation ou extrapolation. Pour la commune, le premier recensement exhaustif entrant dans le cadre du nouveau dispositif a été réalisé en 2004.

En 2022, la commune comptait 226 habitants, en évolution de +7,11 % par rapport à 2016 (Tarn : +2,52 %, France hors Mayotte : +2,11 %).
| 1793 | 1800 | 1806 | 1821 | 1831 | 1836 | 1841 | 1846 | 1851 |
| ---- | ---- | ---- | ---- | ---- | ---- | ---- | ---- | ---- |
| 232  | 235  | 269  | 280  | 333  | 627  | 616  | 584  | 580  |

| 1856 | 1861 | 1866 | 1872 | 1876 | 1881 | 1886 | 1891 | 1896 |
| ---- | ---- | ---- | ---- | ---- | ---- | ---- | ---- | ---- |
| 554  | 579  | 606  | 624  | 629  | 600  | 621  | 584  | 530  |

| 1901 | 1906 | 1911 | 1921 | 1926 | 1931 | 1936 | 1946 | 1954 |
| ---- | ---- | ---- | ---- | ---- | ---- | ---- | ---- | ---- |
| 510  | 517  | 507  | 426  | 426  | 394  | 413  | 359  | 326  |

| 1962 | 1968 | 1975 | 1982 | 1990 | 1999 | 2004 | 2006 | 2009 |
| ---- | ---- | ---- | ---- | ---- | ---- | ---- | ---- | ---- |
| 307  | 262  | 207  | 217  | 221  | 204  | 178  | 173  | 205  |

| 2014 | 2019 | 2022 | - | - | - | - | - | - |
| ---- | ---- | ---- | - | - | - | - | - | - |
| 213  | 223  | 226  | - | - | - | - | - | - |

## Économie

### Revenus
En 2018, la commune compte 97 ménages fiscaux, regroupant 217 personnes. La médiane du revenu disponible par unité de consommation est de 21 620 € (20 400 € dans le département).

### Emploi
|                | 2008  | 2013  | 2018  |
| -------------- | ----- | ----- | ----- |
| Commune        | 2,6 % | 4,9 % | 6,2 % |
| Département    | 8,2 % | 9,9 % | 10 %  |
| France entière | 8,3 % | 10 %  | 10 %  |

En 2018, la population âgée de 15 à 64 ans s'élève à 127 personnes, parmi lesquelles on compte 81,4 % d'actifs (75,2 % ayant un emploi et 6,2 % de chômeurs) et 18,6 % d'inactifs,. Depuis 2008, le taux de chômage communal (au sens du recensement) des 15-64 ans est inférieur à celui de la France et du département.
La commune fait partie de la couronne de l'aire d'attraction d'Albi, du fait qu'au moins 15 % des actifs travaillent dans le pôle,. Elle compte 39 emplois en 2018, contre 39 en 2013 et 37 en 2008. Le nombre d'actifs ayant un emploi résidant dans la commune est de 97, soit un indicateur de concentration d'emploi de 39,7 % et un taux d'activité parmi les 15 ans ou plus de 57,2 %.
Sur ces 97 actifs de 15 ans ou plus ayant un emploi, 27 travaillent dans la commune, soit 27 % des habitants. Pour se rendre au travail, 85,9 % des habitants utilisent un véhicule personnel ou de fonction à quatre roues, 3 % s'y rendent en deux-roues, à vélo ou à pied et 11,1 % n'ont pas besoin de transport (travail au domicile).

### Activités hors agriculture
17 établissements sont implantés  à Saint-Julien-Gaulène au 31 décembre 2019.
Le secteur de la construction est prépondérant sur la commune puisqu'il représente 23,5 % du nombre total d'établissements de la commune (4 sur les 17 entreprises implantées  à Saint-Julien-Gaulène), contre 12,5 % au niveau départemental.

### Agriculture
La commune est dans le Segala, une petite région agricole située dans le nord-est du département du Tarn. C’est la relative pauvreté du sol de cette région où ne poussait jadis que le seigle qui a donné son nom à cette aire géographique. Situé en moyenne altitude, le Ségala s’étend sur des territoires vallonnés et riches en schiste. En 2020, l'orientation technico-économique de l'agriculture  sur la commune est la polyculture et/ou le polyélevage.
|               | 1988 | 2000 | 2010 | 2020 |
| ------------- | ---- | ---- | ---- | ---- |
| Exploitations | 41   | 23   | 18   | 16   |
| SAU (ha)      | 954  | 561  | 574  | 515  |

Le nombre d'exploitations agricoles en activité et ayant leur siège dans la commune est passé de 41 lors du recensement agricole de 1988  à 23 en 2000 puis à 18 en 2010 et enfin à 16 en 2020, soit une baisse de 61 % en 32 ans. Le même mouvement est observé à l'échelle du département qui a perdu pendant cette période 58 % de ses exploitations,. La surface agricole utilisée sur la commune a également diminué, passant de 954 ha en 1988 à 515 ha en 2020. Parallèlement la surface agricole utilisée moyenne par exploitation a augmenté, passant de 23 à 32 ha.

## Culture locale et patrimoine

### Lieux et monuments
- Église Saint-Julien-et-Saint-Ferréol de Saint-Julien-Gaulène.
- Église Saint-Nicolas de Gaulène.

À l'église Saint-Nicolas de Gaulène : un carillon manuel de 20 cloches, dont 10 en volée tournante.
La plus ancienne date de 1829. Sa particularité : 10 "demoiselles de Louison" de 1866, qui est l'ensemble le plus important de volée tournante connue à aujourd'hui.

### Personnalités liées à la commune
- Ernest Nègre (1907-2000), né à Saint-Julien-Gaulène.

## Héraldique
| Blason de Saint-Julien-Gaulène | Blason  | Tiercé en bande d’or au tau de sinople, de gueules à la bande d’or et de sinople aux trois pals d’or, aux trois cloches d’argent posées en bande. |
| Blason de Saint-Julien-Gaulène | Détails | Le statut officiel du blason reste à déterminer.                                                                                                  |